# Geophysicists Cove
Die Geophysicists Cove (englisch für polnisch Zatoka Geofizyków ‚Geophysikerbucht‘) ist eine Bucht auf der Westseite der Krakau-Halbinsel von King George Island im Archipel der Südlichen Shetlandinseln. Sie liegt vor der Front des Viéville-Gletschers unmittelbar nördlich des Manczarski Point.
Polnische Wissenschaftler benannten sie 1980 nach den Geophysikern der von 1978 bis 1979 durchgeführten polnischen Antarktisexpedition.